# Sint-Truidense VV
De Koninklijke Sint-Truidense Voetbalvereniging, afgekort STVV, is een Belgische voetbalclub uit Sint-Truiden, in de provincie Limburg. De club is bij de KBVB aangesloten met stamnummer 373 en speelt zijn thuiswedstrijden in Stayen. STVV speelt in de hoogste divisie van het Belgische voetbal. STVV bestaat sinds 23 februari 1924 na een fusie tussen twee lokale ploegen FC Union Sint-Truiden en FC Goldstar Sint-Truiden. 
De Kanaries, zoals ze ook worden genoemd, hebben als clubkleuren geel en blauw.
De club, waarvan David Meekers de voorzitter is, is in handen van het Japanse internetbedrijf DMM.com.

## Geschiedenis

### Voorgeschiedenis
Football Club Saint-Trond Sportif was er al in 1908. Wanneer deze club precies begonnen is, is onbekend, maar in 1912 verdwenen ze alweer. La Vaillante de Saint-Trond was ook in 1908 actief, maar is verder onbekend. Daarna bleef het even stil. Tot in 1920 The Red Star Saint-Trond de kop op stak. Er is opnieuw geen duidelijkheid sinds wanneer ze actief waren, maar in 1920 verdwenen ze alweer van het voetbaltoneel. In 1923 werd Football Club Gold Star Saint-Trond opgericht. Een jaartje later kwam daar Sint-Truidensche Voetbalvereeniging bij. De club kreeg vorm na een fusie van twee lokale ploegen in Sint-Truiden: Gold Star Sint-Truiden en Union Sint-Truiden. Eind 1924 onthief Gold Star zichzelf om alle spelers lid te laten worden van het nieuwe STVV. De nieuwe fusieclub Sint-Truidense voetbalvereniging ontstond uiteindelijk na de fusie van deze twee lokale ploegen, F.C. Goldstar en F.C. Union.

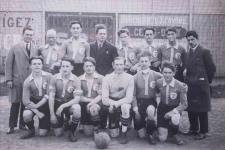
STVV bij de oprichting

### Oprichting
De club werd opgericht op 23 februari 1924 en sloot zich op 13 juni dat jaar officieel aan bij de Belgische Voetbalbond onder de naam Sint-Truidensche Voetbalvereeniging. Als kleuren koos men geel en blauw, zoals die van de stad Sint-Truiden. De eerste wedstrijd van STVV was tegen Cercle Tongeren, dat destijds in de tweede afdeling speelde. Het was geen groot succes: slechts 9 betalende toeschouwers en een opbrengst van 13,50 Belgische frank. Bij het invoeren van de stamnummers in 1926 kreeg Sint-Truidensche VV stamnummer 373 toegekend. 

### Beginjaren
De Kanaries debuteerden vier jaar na de oprichting voor het eerst in de nationale reeksen en kwamen terecht in de Derde Klasse. De club zou enkele keren zakken en terug promoveren. Memorabel was het seizoen 1938/39, waarin Pol Appeltants een clubrecord liet optekenen door maar liefst 50 keer te scoren. Diezelfde Appeltants zou in 1948 als eerste Limburger en Truienaar aantreden voor het Belgisch voetbalelftal. STVV werd in 1944 zwaar getroffen toen Duitse luchtbombardementen de volledige accommodatie vernietigden.

### Stamnummer en koninklijke titel
Een jaar later (1948) vierde STVV haar 25-jarig bestaan met een kampioenstitel: geel-blauw promoveerde naar de huidige Tweede Klasse. Ondertussen had Appeltants in 1945/46 het clubrecord en tevens huidig record in Derde Klasse op 67 treffers in één seizoen gezet. In 1947 had men de spelling van de clubnaam naar Sint-Truidense Voetbalvereniging gewijzigd en in 1951 kreeg de club de koninklijke titel.   

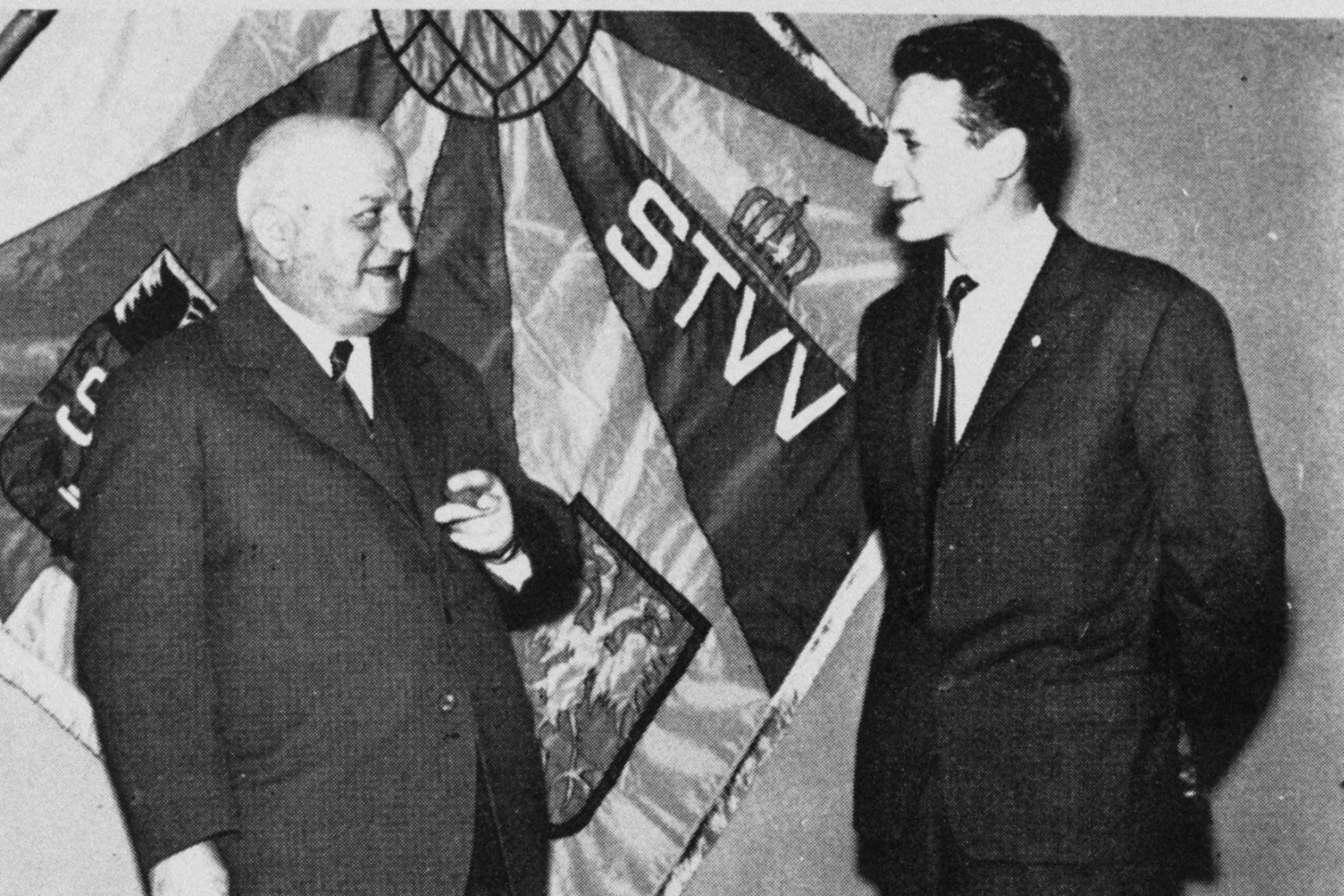
In 1959 werd Raymond Goethals aangesteld als nieuwe trainer van STVV

### Eerste Klasse
De club speelde een tiental jaar in Tweede Klasse tot men in 1957 tweede werd en voor het eerst de promotie afdwong naar Eerste Klasse. In 1959 kwam de jonge, toen nog onbekende, Raymond Goethals naar STVV. Hij introduceerde een nieuwe tactiek en bouwde STVV uit tot een te duchten eersteklasser. Sint-Truiden bleef meedraaien in deze reeks en kende enkele goede jaren. In 1965/66 werd de club onder Goethals aanvankelijk herfstkampioen, met 23 op 24. De Spaanse voetbalbond nodigde STVV uit voor een oefenwedstrijd tegen het Spaans voetbalelftal, die met 5-1 verloren werd. Uiteindelijk sloot Sint-Truiden het seizoen af als vicekampioen van België. Raymond Goethals verliet STVV na dit seizoen om bondscoach te worden.   

### Bekerfinale
Op 7 april 1968 maakte Odilon Polleunis zijn debuut bij de Rode Duivels in Amsterdam, waar de Belgen met 1-2 wonnen en Lon het eerste doelpunt scoorde. Polleunis kreeg voor zijn schitterende prestaties bij STVV en bij de nationale ploeg de Gouden Schoen (‘68-‘69). De Kanaries eindigden op de 7de plaats. In 1971 speelde STVV de finale van de Beker van België tegen Beerschot VAC. Duizenden supporters reisden mee naar de Heizel, waar Beerschot in de verlengingen te sterk bleek. Voor het seizoen ‘72-‘73 trokken de Kanaries de Oostenrijkse topscorer Alfred Riedl aan. De Oostenrijker werd in 1973 samen met Robbie Rensenbrink van RSC Anderlecht topschutter met 16 doelpunten.   

### 13-jarige periode tweede divisie
Uiteindelijk zakte men in 1974 terug naar de tweede afdeling. In deze 13-jarige periode in Tweede Klasse passeerden bij STVV verschillende trainers, Marcel Vercammen, Gerard Bergholtz, Albert Bers en ex-Gouden Schoen Wilfried van Moer zakte naar Stayen af (eerst als speler en later als speler-trainer). Op sportief vlak viel er in het eerste deel van dit tijdperk niet veel positiefs te noteren. STVV draaide veelal mee in de middenmoot, maar er viel wel heel wat nieuws op Stayen te rapen met onder andere de komst van de Zuid-Koreaan Jong Wong Park, de twee Brazilianen Pereira en Georgini in ‘80-‘81, Guy Lambeets als nieuwe voorzitter in ’78-‘79, de doorbraak van jongeren als Armand Cleuren, Roland Velkeneers, Erwin Coenen en Renaat Koopmans, de aankoop van Fazekas, Cremasco en Agten. Een opmerkelijke gebeurtenis in de eerste wedstrijd van het seizoen 1985-1986 was toen een hotdog kraam ontplofte in het stadion. 
De club kende eerst enkele mindere seizoenen in Tweede Klasse, maar behaalde in de jaren 1980 toch enkele malen de eindronde. Het seizoen van 1986 – 1987 betekende het einde van de dure vedetten-politiek. De jonge garde zoals Marc Wilmots en Danny Boffin namen het heft in handen. Dit met een positief resultaat, zij brachten de Kanaries terug naar de top in tweede klasse. Marc Wilmots werd dat seizoen ook topscorer met 22 doelpunten. STVV en Winterslag waren gewaagd aan elkaar in de strijd om promotie. Een strijd die de Kanaries wonnen. Op de laatste speeldag kroonden de Kanaries zich tot kampioen van tweede klasse. De ruim 8.000 meegereisde supporters waren door het dolle heen. De Trudostad stond weer dagenlang op zijn kop. 
Het eerste seizoen terug in eerste kon STVV zich makkelijk handhaven. Geel-blauw deed haar traditie van giant killer alle eer aan. Club Brugge beet op Stayen in het zand (2-1), en Stef Agten schreef geschiedenis in het Astridpark (0-1). STVV toonden zich als een sterke middenmoot en eindigde op de 11de plaats. Een jaar later was het weer feest: STVV vernederde Club Brugge met 5-1, met als held van de avond de jonge Geert Hoebrechts. STVV sloot het tweede seizoen van deze periode op een 7de plaats af.  
In het derde seizoen ‘89-‘90 kon geel-blauw de degradatie nog juist ontlopen. STVV kende een minder seizoen. Sint-Truiden degradeerde na drie seizoenen terug naar 2de klasse. Ook Beerschot degradeerde, maar dit omwille van financiële problemen. Er woedden zware bestuursperikelen na de degradatie. Een nieuwe groep had de macht in handen genomen, en de ploeg draaide niet naar behoren. Op het bekerfront viel er gelukkig wel positief nieuws te rapen. STVV schakelde in de 16de finales Anderlecht uit. In de achtste finales was AA Gent de betere (1-0). Vanaf 1994 speelde de club weer in Eerste Klasse.  
‘94-‘95 was een mooi seizoen voor STVV. Peter Van Houdt brak door, en er mocht weer eens een Kanarie het Rode Duivels-shirt dragen, namelijk Gunther Verjans tegen de Verenigde Staten. Het resultaat was een zevende plaats. Liefst 28 bussen vertrokken op Stayen naar Anderlecht. STVV versloeg paars-wit op eigen terrein. Van Houdt scoorde de winning-goal, 0-1. Op het einde van het seizoen verliet de vijfde Truiense Rode Duivel (Verjans) Stayen voor Club Brugge. De Kanaries schoten slecht uit de startblokken in het seizoen ‘95-‘96. N’Wanu, Jean-Marie Abeels en de jonge Deen René Petersen werden als extra versterking binnengehaald. In dit seizoen volgde ex-libero Wilfried Sleurs Guy Mangelschots op als trainer. De Kanaries verzekerden het behoud en schitterden in de beker van België, waar ze in de halve finale (na een dubieuze rode kaart en een penalty) door landskampioen Club Brugge werden uitgeschakeld.  

### Eerste trofee

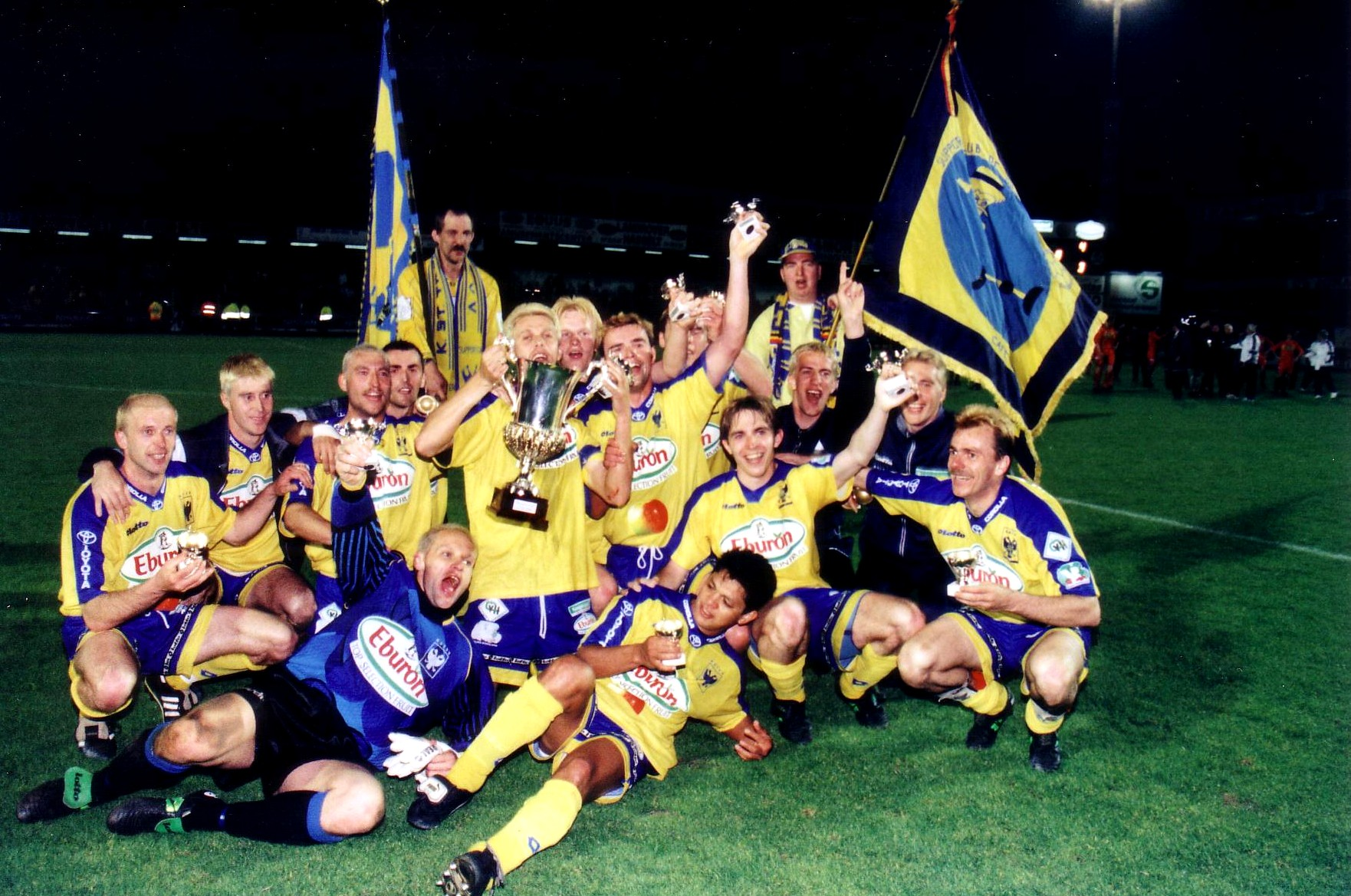
STVV won in 1999 de Ligabeker

STVV begon goed aan het seizoen 1998-1999 met een galawedstrijd tegen het Engelse Everton FC. Vijfduizend man op Stayen waaronder een honderd vijftigtal Engelsen bezorgden een leuke sfeer tijdens de wedstrijd, enkel de doelpunten bleven uit (0-0). Everton speelde overigens met de sterkste ploeg, enkel de Kroatische libero Slaven Bilic was er om disciplinaire redenen niet bij. Vlak voor de competitiestart werd de Braziliaanse balvirtuoos Isaïas nog aangetrokken. STVV ging slecht van start, maar daarna rukte STVV op naar de subtop. STVV loste de ambities in en eindigde knap en verdiend op in de linkerkolom van het klassement (9de plaats). De Kanaries wonnen bovendien voor het eerst een nationale trofee na winst in een doelpuntrijke finale van de Liga Cup tegen Germinal Ekeren op Stayen. Hierdoor mocht de club voor het eerst Europees voetbal spelen. 

### Europees debuut
Op 19 juni maakten de Kanaries hun Europese debuut in de Bulgaarse badplaats Varna. De lokale helden (Spartak Varna) konden in een verschroeiende hitte de ambities van STVV niet temperen. Spartak Varna ging thuis met 1-2 onderuit. Op Stayen werd het 6-0. In de tweede ronde kwam het Armeense Ararat Yerevan uit de bus. Uit werd het 1-2, op Stayen 4-1. In de derde ronde zakte Austria Wien eerst naar Stayen af. Austria buitte de routine goed uit. Het werd 0-2. Liefst zeshonderd supporters maakten de trip naar Wenen nog mee. In het Franz Horr-stadion lukte het bijna toch nog. STVV kwam 0-2 voor. Austria plooide maar begaf net niet. Onder luid applaus van de Truiense aanhang verlieten de STVV'ers (1-2) het Europese toneel.

### 2000-2015
De tweede ronde van 2001-2002 was bijzonder sterk. De ploeg bleef bij mekaar en er kwamen enkele jonge talenten uit de regio bij. De jongens van Jacky Mathijssen pakten uit met een sterk seizoen. Danny Boffin kroonde zich tot de meester van de assists in België en deed de netten tien keer trillen. In al de voetbalstatistieken draaide Danny in de top drie mee. STVV scoorde zeer vlot en was zelfs even de productiefste ploeg in Europa. Met in de kern veel regionale en jonge gezichten. STVV telde met Claude Kalisa, Dušan Belić en Désiré Mbonabucya slechts drie buitenlanders. Dalibor Mitrovic maakte enkel de eerste ronde mee. STVV eindigde uiteindelijk als vijfde in de competitie. 

In het seizoen 2002-2003 eindigden de Kanaries op de vierde plaats. STVV kegelde Germinal Beerschot in de halve finale uit de beker van België. Op Stayen haalden de Kanaries het met 1-0. Op het Kiel hield de Truiense verdediging stand (0-0). De Haspengouwers bereikte de finale van de Beker van België, maar ging als favoriet met 3-1 onderuit tegen RAA Louviéroise. Desalniettemin mochten de Truienaren wederom Europees spelen. Danny Boffin haalde het podium bij de verkiezing van de Gouden Schoen 2002. Hij eindigde op de derde plaats. In 2004 keerde Marc Wilmots terug naar Stayen. Na de winterstop nam het trio Mangelschots-Raymaekers-Voets over. STVV kroop uit de degradatiezone en eindigde op de 14de plaats.

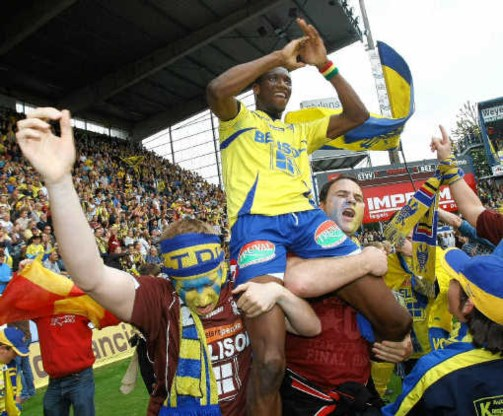
STVV promoveerde terug naar de Eerste Klasse in het seizoen 2008/09

In 2008 degradeerde Sint-Truiden na 14 jaar weer naar Tweede Klasse. Er werd weer een nieuwe trainer aangesteld, Guido Brepoels. Onder zijn hoede kende de ploeg terug succes: STVV speelde een sterk seizoen 2008/09, pakte er meteen de titel, en kon zo na één jaar terugkeren naar de hoogste afdeling. Daar nam de ploeg een voortvarende start. Na zes speeldagen werd het hoogtepunt bereikt: De kanaries prijkte voor het eerst in 44 jaar bovenaan de stand in Eerste Klasse, een plaats die het twee speeldagen kon vasthouden. De ploeg pakte in de loop van het seizoen een 10 op 12 tegen topclubs Standard Luik en RSC Anderlecht. Tijdens het seizoen was Ibrahima Sidibe even topschutter in België en Simon Mignolet en Denis Odoi mochten met de Belgische beloften opdraven. STVV sloot de reguliere competitie af op de vijfde plaats. 

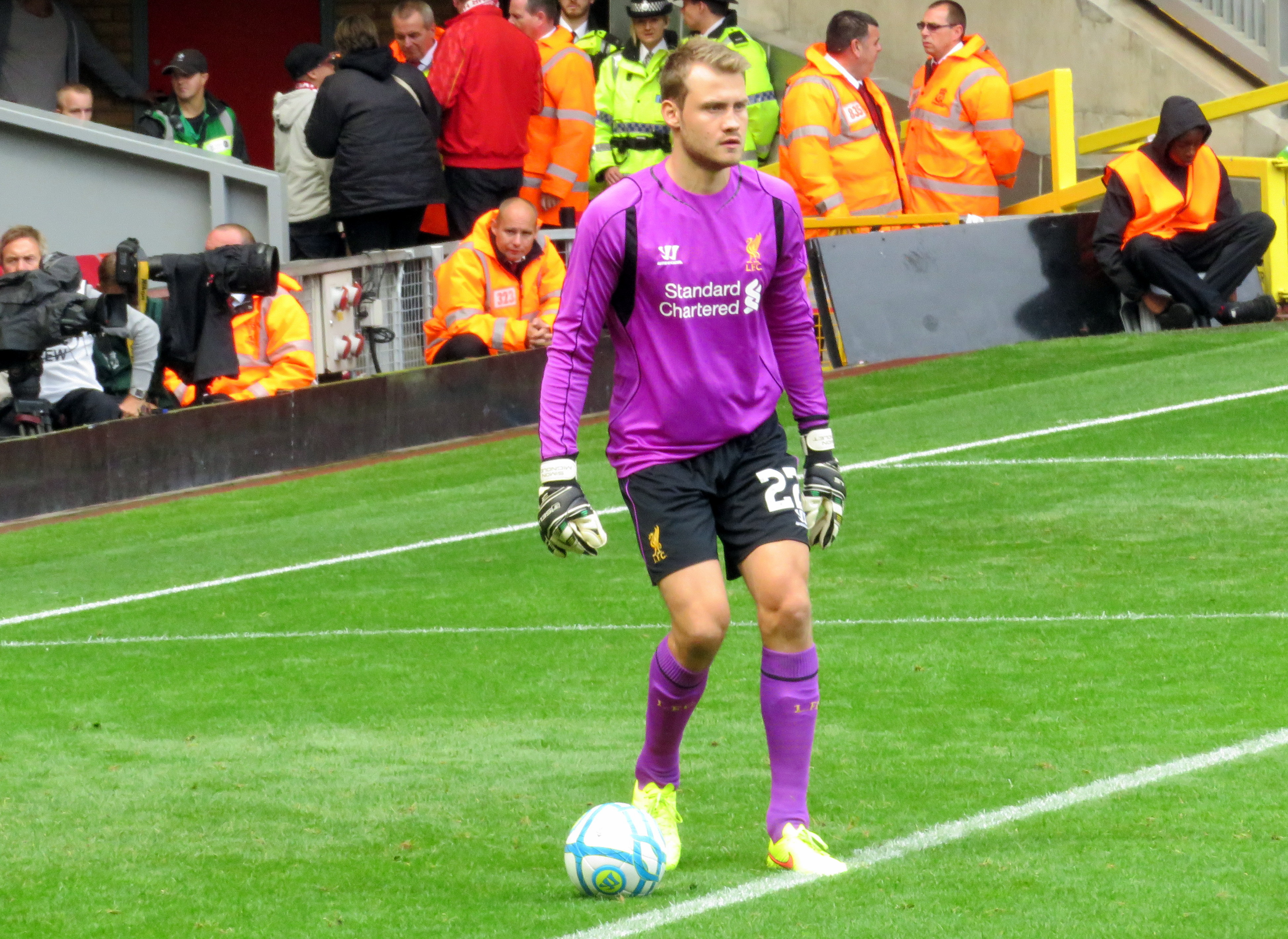
Simon Mignolet tijdens zijn periode bij Liverpool FC

In de hervormde competitie behaalde men uiteindelijk een plaats in de top zes, zodat men naar de play-off I kon. Uiteindelijk eindigde men op een vierde plaats. Alleen Anderlecht, AA Gent en Club Brugge deden beter. Een duel tegen de winnaar van play-off II, aartsrivaal RC Genk, moest beslechten welke club nog een laatste Europees ticket kreeg. Sint-Truiden verloor zowel de heen- en terugwedstrijd, en greep na een sterk seizoen uiteindelijk naast een Europese plaats. Doelman Simon Mignolet werd door zijn collega-profvoetballers verkozen tot beste doelman van het jaar en versierde een transfer naar de Engelse club die op dat moment in de Premier League speelde, Sunderland AFC.
De kanaries begonnen aan het tweede seizoen in de hoogste voetbalklasse op hetzelfde elan als het voorgaande seizoen. Na het vertrek van onze keeper van het jaar, Simon Mignolet, was Guido Brepoels zich bewust van de enorme druk op de ploeg. Na een bewogen seizoen eindigde de Truienaren op de 12de plaats. Na afloop van de reguliere competitie startten de werken aan de nieuwe parking en hoofdtribune. Het stadion van KCV Westerlo, werd de voorlopige thuisbasis van de Kanaries in Play-Off 2. In de zomer van 2011 verliet voorzitter Roland Duchâtelet de club toen hij zich had ingekocht bij Standard Luik en daar voorzitter werd. Benoît Morrenne volgde hem op. Deze stapte echter in januari 2012 op na slechte resultaten. Op het moment van zijn vertrek verkeerde de club al in moeilijke papieren. Er werden geen resultaten geboekt en Guido Brepoels, ondertussen al drie jaar aan de slag bij Sint-Truiden, werd ontslagen. Franky Van der Elst werd zijn opvolger. Het werd een erg moeilijk en bewogen seizoen. De laatste plaats kon niet vermeden worden, en na verlies in play-off III tegen KVC Westerlo zakte STVV naar Tweede Klasse. 
Na het matige seizoen en de degradatie werd Franky Van der Elst ontslagen als trainer van Sint-Truiden in 2012. Zijn opvolger was Guido Brepoels. Naarmate dat het seizoen vorderde, steeg Geel-Blauw in het klassement. De club maakte echter nooit aanspraak op de titel. STVV eindigde op de vierde plaats. De Kanaries speelden dus ook het volgende seizoen in de tweede divisie. Op het einde van het seizoen werd Brepoels vervangen door Yannick Ferrera.
In het seizoen 2014-2015 werd het contract van trainer Ferrera verlengd en de nieuwe hoofdtribune, die plaats biedt voor 12.500 toeschouwers, geopend. De kanaries speelden een sterk seizoen en op de beslissende voorlaatste speeldag reisde de Truiense aanhang met maar liefst 31 bussen naar Geel. STVV won met 1-4 terwijl Lommel verloor. De Truienaars keerden dus terug naar de hoogste voetbalklasse. Dit werd dan ook uitbundig gevierd. Na de match verzamelden de spelers en de supporters zich op de Grote Markt van Sint-Truiden voor een geweldig kampioensfeest.

### Overname

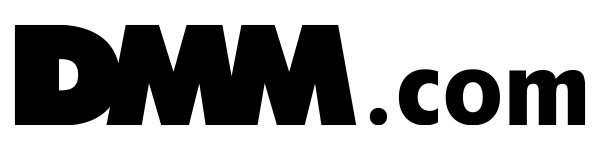
DMM.com, het Japanse internetbedrijf dat STVV overnam in 2017

In juni 2017 maakte STVV bekend dat het Japanse Digital Media Mart 20% van de aandelen van de club kocht. In november 2017 kocht het bedrijf de overige 80% van de aandelen en werd het de enige eigenaar van de club. Ex-voetballer en voetbalcoach Takayuki Tateishi werd CEO van de club en verving zo Philippe Bormans. Yusuke Muranaka werd aangesteld als voorzitter maar werd na een zeer korte periode vervangen door David Meekers.

### Heden
Op 20 mei 2018 stelde STVV Marc Brys aan als nieuwe hoofdcoach. Hij bracht zijn assistenten Issame Charaï, Bart Van Lancker en Bram Verbist mee. STVV begon matig aan het nieuwe seizoen. Hierna gingen de resultaten de hoogte in. Na een 10 op 12 stond STVV op speeldag 10 in de top-zes. De rest van het seizoen bleef STVV rond deze zesde plek kamperen. Op de laatste speeldag van de reguliere competitie moest de club strijden met KAA Gent voor de laatste plaats in play-off 1. Deze wedstrijd verloor STVV met 0-2. Dit betekende en zevende plaats in de competitie en een veroordeling tot play-off 2.  
28 september 2019 was de dag waarop meest tumultueuze Limburgse Derby ooit gespeeld werd. Na eerst een 0-3 achterstand te hebben opgelopen kwam STVV terug tot 3-3. Meteen na de gelijkmaker werd de wedstrijd gestaakt, na aanhoudend wangedrag van de beide supporterskernen. Een geldboete en één wedstrijd met beperkt publiek werd het verdict van het toenmalige KBVB. Op 25 november 2019 maakte de club bekend dat Marc Brys werd ontslagen als hoofdcoach van STVV. Beloftencoach Nicky Hayen volgde Brys tijdelijk op. De Kanaries boekten onder hun interim-trainer een derbyzege in Genk (0-1). De Sloveen Miloš Kostić werd de vervanger van Nicky Hayen. Met de nieuwe coach beleefde STVV geen noemenswaardig seizoen dat zelfs één speeldag voor het eind stilgelegd werd door de COVID-19-pandemie. De play-offs werden geschrapt en STVV eindigde op een 12de plaats.
Op 5 juni 2020 maakte de club bekend dat Kevin Muscat het roer in handen kreeg ten koste van Miloš Kostić. STVV startte het voetbalseizoen 2020-2021 uitstekend, maar kon niet bevestigen en gleed systematisch weg naar de gevarenzone. Na het verlies op RE Moeskroen, kreeg STVV de rode lantaarn in handen. Dit was ook meteen het laatste wapenfeit van trainer Kevin Muscat. Peter Maes werd al snel als opvolger aangeduid en met succes. Na een eerste thuisnederlaag tegen Sporting Charleroi scoort STVV 12 op 15. Na de achtereenvolgende zeges was de club zeker van behoud. STVV strandt op een 15e plaats. In de twee daaropvolgende seizoenen onder leiding van de Duitser Bernd Hollerbach eindigde Sint-Truiden in de middenmoot. Voor het seizoen 2023/24 werd zijn landgenoot Thorsten Fink aangesteld als trainer. Tijdens dit seizoen vierde de club zijn honderdjarig bestaan. Ook onder zijn leiding eindigde STVV in de middenmoot. Een jaar later werd Adriano Bertaccini topschutter in de hoogste afdeling, de eerste STVV-speler sedert Alfred Riedl in 1973.

### Clubrecords
Jan Van Oirbeek speelde tussen 1937 en 1956 702 wedstrijden in dienst van STVV en verzamelde daarmee de meeste caps in de clubgeschiedenis. Peter Delorge speelde van 1999 tot 2012 357 wedstrijden voor Sint-Truiden in Eerste Klasse, en is daarmee de STVV-speler met de langste staat van dienst in de hoogste voetbalafdeling, op de voet gevolgd door Marcel Lemoine (355 wedstrijden tussen 1952 en 1970). Pol Appeltants liet het clubrecord van meest gemaakte doelpunten in één seizoen op zijn naam tekenen met maar liefst 50 stuks. Met de aankoop van Zion Suzuki sneuvelde in 2024 het clubrecord van duurste transfer ooit. De Japanse speler werd voor 4 miljoen euro van het Japanse Urawa Red Diamonds naar Stayen gehaald. Nog datzelfde jaar werd hij voor 7 miljoen euro doorverkocht aan het Italiaanse Parma Calcio, ook een clubrecord.

### Per seizoen
| - Sint-Truidense VV in het seizoen 2006/07 - Sint-Truidense VV in het seizoen 2007/08 - Sint-Truidense VV in het seizoen 2008/09 - Sint-Truidense VV in het seizoen 2009/10 - Sint-Truidense VV in het seizoen 2010/11 - Sint-Truidense VV in het seizoen 2011/12 - Sint-Truidense VV in het seizoen 2012/13 - Sint-Truidense VV in het seizoen 2013/14 - Sint-Truidense VV in het seizoen 2014/15 - Sint-Truidense VV in het seizoen 2015/16 | - Sint-Truidense VV in het seizoen 2016/17 - Sint-Truidense VV in het seizoen 2017/18 - Sint-Truidense VV in het seizoen 2018/19 - Sint-Truidense VV in het seizoen 2019/20 - Sint-Truidense VV in het seizoen 2020/21 - Sint-Truidense VV in het seizoen 2021/22 - Sint-Truidense VV in het seizoen 2022/23 - Sint-Truidense VV in het seizoen 2023/24 - Sint-Truidense VV in het seizoen 2024/25 - Sint-Truidense VV in het seizoen 2025/26 |

### De Hel van Stayen

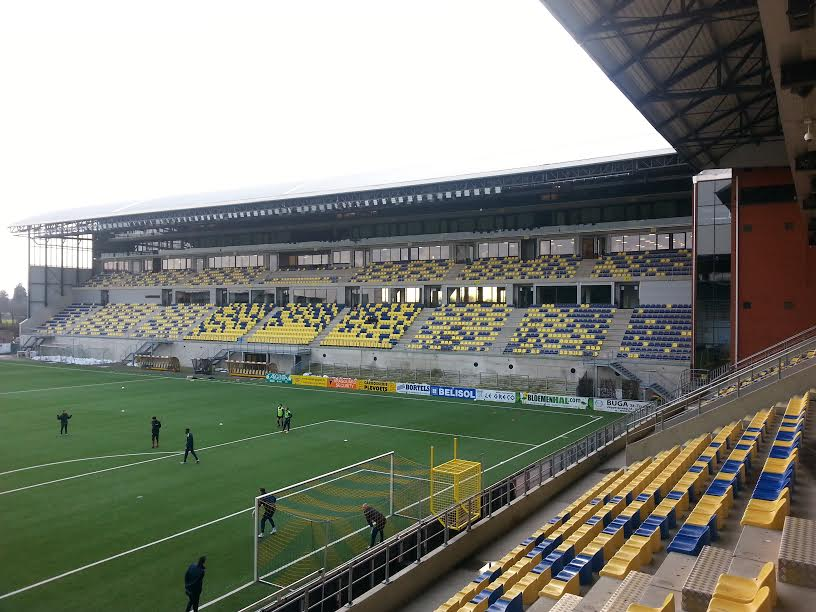
Stayen

Het stadion verkreeg zijn bijnaam de Hel van Stayen waarschijnlijk in de loop van de jaren 1960, onder trainer Raymond Goethals. STVV floreerde toen, werd zelfs vicekampioen, en Europese grootmacht RSC Anderlecht kon toen verscheidene jaren achter elkaar niets rapen in de Hel. STVV kan nog steeds tegen topploegen iets meer, en het stadion is op zulke momenten vaak een van de meest helse van België. Vooral tegen Anderlecht ontwaken de demonen bij de Truienaren. Club Brugge haalde van 2000/01 tot en met 2005/06 maar één punt op Stayen. Uitslagen: 5-2, 5-3, 3-2, 3-2, 2-2. Ook Standard Luik vertrekt regelmatig met lege handen. Racing Genk vormt de uitzondering op de regel, tot grote frustratie van de STVV-supporters. Tegen deze provinciegenoot en aartsrivaal kon thuis lange tijd in competitieverband niet gewonnen worden. In augustus 2015 werden de Genkenaren dan toch verslagen (3-1). In de Beker van België werd de club reeds eerder verslagen op Stayen. STVV werd zo de giant killer genoemd, met als hoogtepunt het seizoen 1996/97, toen de volledige top vijf verloor op Stayen (Anderlecht 4-0, Standard 2-0, Club Brugge 2-1, Moeskroen 2-0 en Lierse, later kampioen 4-2). Voor de rest van het seizoen won STVV toen amper één wedstrijd en wist het zich ternauwernood te redden.
In 2008 begon de Truiense club een nieuwe tribune aan de straatkant te bouwen. Deze tribune bevat onder meer een feestzaal, fitnessruimte en enkele kantoren. Ook kwam er op de hoek met de huidige grote tribune een hotel. De tribune werd voltooid in februari 2009, waarna men begon met een nieuwe hoofdtribune. Deze hoofdtribune is ook mulfifunctioneel. Zo is er op de hoek van de twee nieuwe tribunes ruimte voorzien voor kantoren. De kostprijs van de twee nieuwe tribunes bedroeg 35 miljoen euro. Het nieuwe stadion werd in januari 2014 definitief afgewerkt, en biedt sedertdien plaats aan 14 600 toeschouwers, waarvan 3530 staanplaatsen. Het aantal toeschouwers kan, met inside seats en bijkomende mobiele staantribunes (zonder verbouwingen), tot 17 850 uitgebreid worden, waarvan 5280 staanplaatsen.
Voor het seizoen 2011/12 kreeg Stayen, als eerste Belgische Pro League-stadion, een kunstgrasveld. Voor aanvang van het seizoen 2016/17 werd er besloten om de grasmat te vernieuwen. De oude kunstgrasmat begon namelijk slijtage te vertonen. De oude kunstgrasmat werd versneden in kleine stukken en deze werden, als geste, uitgedeeld aan de supporters.

## Samenwerkingsverbanden
Sinds de overname door Digital Media Markt heeft de club samenwerkingsverbanden met vijf Japanse clubs: FC Tokio, Oita Trinita, Fagiano Okayama FC, HS Sapporo en Avispa Fukuoka. Voorheen, toen de club in handen was van Roland Duchâtelet, waren er sterke banden met Standard Luik, het Duitse FC Carl Zeiss Jena, het Engelse Charlton Athletic FC, het Hongaarse Újpest FC en het Spaanse AD Alcorcón.

## Vrouwenploeg

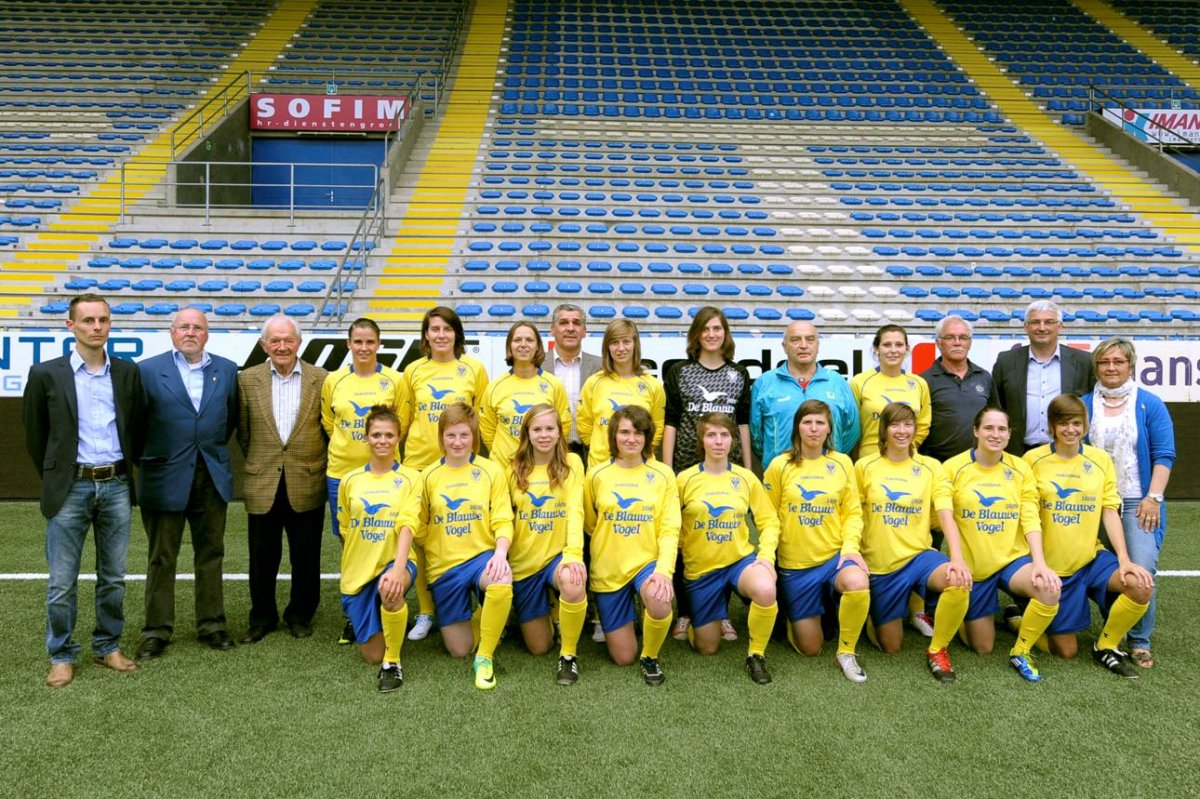
De vrouwenploeg van STVV

STVV had sinds 2008 ook een eigen vrouwenploeg. Toen sloot FCL Rapide Wezemaal zich aan bij de club. De Truiense vrouwen behoorden tot de top van het Belgisch vrouwenvoetbal, en ook Europees kon de ploeg mee. In 2007, net voor de aansluiting, haalde men de kwartfinales van de UEFA Women's Cup, door de eerste twee groepsfases te overleven. In de kwartfinale werd verloren van Umeå IK, de latere verliezende finalist.
Onder de naam STVV startte de ploeg in het seizoen 2008/09 in de hoogste vrouwenafdeling. In hun eerste jaar werden de Kanaries al onmiddellijk derde. In 2009/10 veroverde men de eerste landstitel onder de naam STVV, na een testmatch tegen uittredend kampioen Standard Luik. Sint-Truiden was ook stichtend lid van de Women's BeNe League, maar stapte hier na één jaar uit wegens financiële en extrasportieve redenen, om opnieuw op te bouwen vanuit Derde Klasse. In 2015 werd beslist om ook met de vrouwenploeg in Derde Klasse te stoppen, waarmee een einde kwam aan het vrouwenvoetbalproject van STVV.

## Trainingscomplex
Het trainingscentrum van STVV situeert zich in de Sint-Jansstraat in Sint-Truiden, nabij het stadspark en de Veemarkt. Zowel de eerste ploeg als de jeugd van de kanaries maken gebruik van de accommodatie. Er bevinden zich vier voetbalvelden om te trainen, waaronder één kunstgrasveld. De club heeft plannen om een nieuw oefencomplex te bouwen in de nabije toekomst, omdat het huidige te klein geworden is. Hier is echter nog niets concreets over bekend. 

## Erelijst

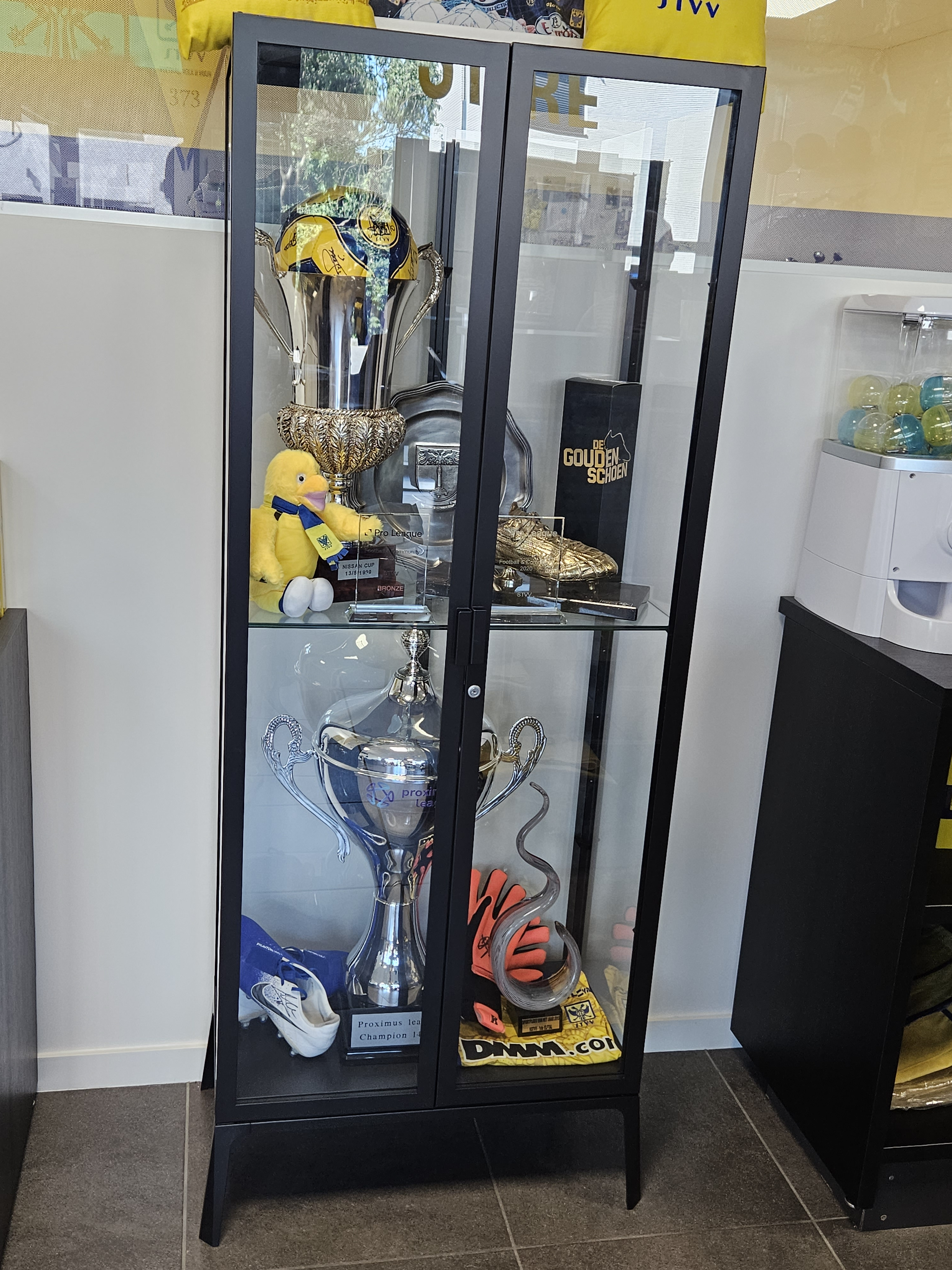
Prijzenkast STVV

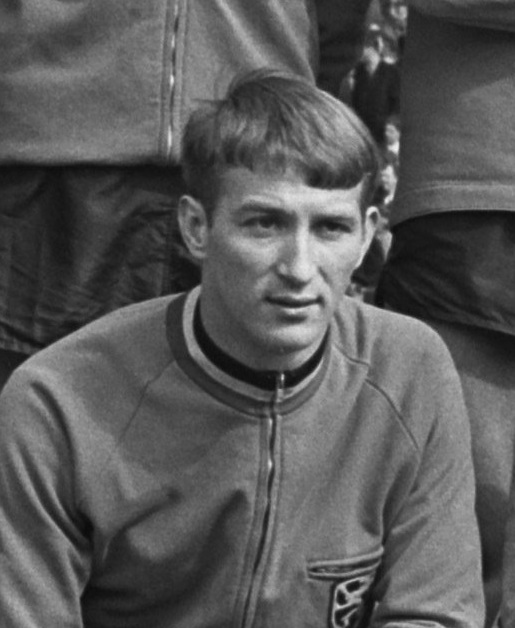
Odilon Polleunis

### Club
Belgisch landskampioenschap
Tweede: 1965/66
Beker van België
Finalist: 1971, 2003
Ligabeker
Winnaar: 1999
Trofee Jules Pappaert
Winnaar: 1988, 2015

### Spelers
Topscorer
Alfred Riedl: 1973
Adriano Bertaccini: 2025
Gouden Schoen
Odilon Polleunis: 1968
Man van het Seizoen
Odilon Polleunis: 1972
Danny Boffin: 2002, 2003
Keeper van het Jaar
Simon Mignolet: 2010

## Resultaten
| Seizoen | Klasse | Klasse | Klasse | Klasse | Klasse | Reeks              | Punten | Opmerkingen                                                           | Beker van België |
|         | I      | II     | PI     | PII    | PIII   |                    |        |                                                                       | Beker van België |
| ------- | ------ | ------ | ------ | ------ | ------ | ------------------ | ------ | --------------------------------------------------------------------- | ---------------- |
| 1925/26 |        |        |        | 4      |        | Tweede Provinc.    | 16     |                                                                       |                  |
|         | I      | II     | III    | PI     | PII    |                    |        | Vanaf 1926/27 zijn er 3 nationale niveaus                             | Beker            |
| 1926/27 |        |        |        | 3      |        | Eerste Provinciale | 19     |                                                                       | /                |
| 1927/28 |        |        |        | 2      |        | Eerste Provinciale | 30     | Promotie via nationale eindronde.                                     |                  |
| 1928/29 |        |        | 13     |        |        | Bevordering C      | 15     |                                                                       |                  |
| 1929/30 |        |        |        | 1      |        | Eerste Provinciale | 34     |                                                                       |                  |
| 1930/31 |        |        | 9      |        |        | Bevordering C      | 24     |                                                                       |                  |
| 1931/32 |        |        | 10     |        |        | Bevordering D      | 23     |                                                                       |                  |
| 1932/33 |        |        | 9      |        |        | Bevordering D      | 25     |                                                                       |                  |
| 1933/34 |        |        | 7      |        |        | Bevordering D      | 28     |                                                                       |                  |
| 1934/35 |        |        | 12     |        |        | Bevordering D      | 19     |                                                                       | /                |
| 1935/36 |        |        |        | 3      |        | Eerste Provinciale | 32     |                                                                       |                  |
| 1936/37 |        |        |        | 1      |        | Eerste Provinciale | 47     |                                                                       |                  |
| 1937/38 |        |        | 8      |        |        | Bevordering B      | 27     |                                                                       |                  |
| 1938/39 |        |        | 6      |        |        | Bevordering D      | 25     |                                                                       |                  |
| 1939/40 |        |        | -      |        |        | Bevordering D      | -      | Competitie niet afgewerkt wegens uitbreken Tweede Wereldoorlog.       |                  |
| 1940/41 |        |        | -      |        |        | Bevordering D      | -      | Geen officiële competitie wegens Tweede Wereldoorlog.                 |                  |
| 1941/42 |        |        | 7      |        |        | Bevordering D      | 29     |                                                                       |                  |
| 1942/43 |        |        | 4      |        |        | Bevordering A      | 42     |                                                                       |                  |
| 1943/44 |        |        | 2      |        |        | Bevordering D      | 41     |                                                                       |                  |
| 1944/45 |        |        | -      |        |        | Bevordering D      | -      | Competitie niet afgewerkt wegens Tweede Wereldoorlog.                 |                  |
| 1945/46 |        |        | 2      |        |        | Bevordering D      | 58     |                                                                       |                  |
| 1946/47 |        |        | 2      |        |        | Bevordering C      | 54     |                                                                       |                  |
| 1947/48 |        |        | 1      |        |        | Bevordering D      | 50     |                                                                       |                  |
| 1948/49 |        | 11     |        |        |        | Eerste Afdeling A  | 28     |                                                                       |                  |
| 1949/50 |        | 12     |        |        |        | Eerste Afdeling B  | 26     |                                                                       |                  |
| 1950/51 |        | 8      |        |        |        | Eerste Afdeling A  | 29     |                                                                       |                  |
| 1951/52 |        | 8      |        |        |        | Eerste Afdeling B  | 30     |                                                                       |                  |
|         | I      | II     | III    | IV     | PI     |                    |        | Vanaf 1952/53 zijn er 4 nationale niveaus                             | Beker            |
| 1952/53 |        | 6      |        |        |        | Tweede Klasse      | 31     |                                                                       |                  |
| 1953/54 |        | 3      |        |        |        | Tweede Klasse      | 35     |                                                                       | 1/16             |
| 1954/55 |        | 14     |        |        |        | Tweede Klasse      | 25     |                                                                       | 1/64             |
| 1955/56 |        | 3      |        |        |        | Tweede Klasse      | 36     |                                                                       | 1/4              |
| 1956/57 |        | 2      |        |        |        | Tweede Klasse      | 39     |                                                                       |                  |
| 1957/58 | 12     |        |        |        |        | Eerste Klasse      | 24     |                                                                       |                  |
| 1958/59 | 14     |        |        |        |        | Eerste Klasse      | 22     |                                                                       |                  |
| 1959/60 | 12     |        |        |        |        | Eerste Klasse      | 27     |                                                                       |                  |
| 1960/61 | 7      |        |        |        |        | Eerste Klasse      | 31     |                                                                       |                  |
| 1961/62 | 8      |        |        |        |        | Eerste Klasse      | 27     |                                                                       |                  |
| 1962/63 | 5      |        |        |        |        | Eerste Klasse      | 33     |                                                                       |                  |
| 1963/64 | 13     |        |        |        |        | Eerste Klasse      | 24     |                                                                       | 1/16             |
| 1964/65 | 5      |        |        |        |        | Eerste Klasse      | 33     |                                                                       | 1/16             |
| 1965/66 | 2      |        |        |        |        | Eerste Klasse      | 40     |                                                                       | 1/8              |
| 1966/67 | 6      |        |        |        |        | Eerste Klasse      | 31     |                                                                       | 1/16             |
| 1967/68 | 5      |        |        |        |        | Eerste Klasse      | 34     |                                                                       | 1/16             |
| 1968/69 | 7      |        |        |        |        | Eerste Klasse      | 33     |                                                                       | 1/4              |
| 1969/70 | 12     |        |        |        |        | Eerste Klasse      | 23     |                                                                       | 1/16             |
| 1970/71 | 8      |        |        |        |        | Eerste Klasse      | 29     | Verlies finale Beker van België met 2-1 (na verl.) van Beerschot VAC. | Finale           |
| 1971/72 | 11     |        |        |        |        | Eerste Klasse      | 26     |                                                                       | 1/16             |
| 1972/73 | 13     |        |        |        |        | Eerste Klasse      | 25     |                                                                       | 1/8              |
| 1973/74 | 16     |        |        |        |        | Eerste Klasse      | 23     |                                                                       | 1/8              |
| 1974/75 |        | 8      |        |        |        | Tweede Klasse      | 31     |                                                                       | 1/4              |
| 1975/76 |        | 8      |        |        |        | Tweede Klasse      | 32     |                                                                       | 1/8              |
| 1976/77 |        | 3      |        |        |        | Tweede Klasse      | 35     |                                                                       | 1/32             |
| 1977/78 |        | 12     |        |        |        | Tweede Klasse      | 25     |                                                                       | 1/16             |
| 1978/79 |        | 8      |        |        |        | Tweede Klasse      | 28     |                                                                       | 1/8              |
| 1979/80 |        | 13     |        |        |        | Tweede Klasse      | 26     |                                                                       | 1/64             |
| 1980/81 |        | 11     |        |        |        | Tweede Klasse      | 28     |                                                                       | 1/32             |
| 1981/82 |        | 9      |        |        |        | Tweede Klasse      | 29     | Periodekampioen, vierde in eindronde met 1 punt.                      | 1/8              |
| 1982/83 |        | 6      |        |        |        | Tweede Klasse      | 34     |                                                                       | 1/16             |
| 1983/84 |        | 6      |        |        |        | Tweede Klasse      | 34     |                                                                       | 1/8              |
| 1984/85 |        | 5      |        |        |        | Tweede Klasse      | 34     | Periodekampioen, derde in eindronde met 5 punten.                     | 1/8              |
| 1985/86 |        | 11     |        |        |        | Tweede Klasse      | 28     |                                                                       | 1/8              |
| 1986/87 |        | 1      |        |        |        | Tweede Klasse      | 45     |                                                                       | 1/16             |
| 1987/88 | 11     |        |        |        |        | Eerste Klasse      | 29     |                                                                       | 1/4              |
| 1988/89 | 7      |        |        |        |        | Eerste Klasse      | 35     |                                                                       | 1/8              |
| 1989/90 | 15     |        |        |        |        | Eerste Klasse      | 27     |                                                                       | 1/4              |
| 1990/91 | 17     |        |        |        |        | Eerste Klasse      | 22     |                                                                       | 1/32             |
| 1991/92 |        | 7      |        |        |        | Tweede Klasse      | 30     |                                                                       | 1/8              |
| 1992/93 |        | 7      |        |        |        | Tweede Klasse      | 28     |                                                                       | 1/32             |
| 1993/94 |        | 1      |        |        |        | Tweede Klasse      | 62     |                                                                       | 1/16             |
| 1994/95 | 8      |        |        |        |        | Eerste Klasse      | 35     |                                                                       | 1/16             |
| 1995/96 | 15     |        |        |        |        | Eerste Klasse      | 40     |                                                                       | 1/2              |
| 1996/97 | 11     |        |        |        |        | Eerste Klasse      | 39     |                                                                       | 1/16             |
| 1997/98 | 14     |        |        |        |        | Eerste Klasse      | 37     |                                                                       | 1/4              |
| 1998/99 | 9      |        |        |        |        | Eerste Klasse      | 51     |                                                                       | 1/4              |
| 1999/00 | 13     |        |        |        |        | Eerste Klasse      | 37     |                                                                       | 1/2              |
| 2000/01 | 13     |        |        |        |        | Eerste Klasse      | 35     |                                                                       | 1/4              |
| 2001/02 | 8      |        |        |        |        | Eerste Klasse      | 53     |                                                                       | 1/2              |
| 2002/03 | 4      |        |        |        |        | Eerste Klasse      | 56     | Verlies finale Beker van België met 3-1 van RAA Louviéroise.          | Finale           |
| 2003/04 | 13     |        |        |        |        | Eerste Klasse      | 38     |                                                                       | 1/16             |
| 2004/05 | 14     |        |        |        |        | Eerste Klasse      | 36     |                                                                       | 1/8              |
| 2005/06 | 15     |        |        |        |        | Eerste Klasse      | 34     |                                                                       | 1/4              |
| 2006/07 | 15     |        |        |        |        | Eerste Klasse      | 35     |                                                                       | 1/8              |
| 2007/08 | 17     |        |        |        |        | Eerste Klasse      | 27     |                                                                       | 1/16             |
| 2008/09 |        | 1      |        |        |        | Tweede Klasse      | 80     |                                                                       | 1/32             |
| 2009/10 | 4      |        |        |        |        | Eerste Klasse      | 34     |                                                                       | 1/16             |
| 2010/11 | 12     |        |        |        |        | Eerste Klasse      | 29     |                                                                       | 1/16             |
| 2011/12 | 16     |        |        |        |        | Eerste Klasse      | 19     | Verlies tegen KVC Westerlo in play-off III, rechtstreekse degradatie. | 1/8              |
| 2012/13 |        | 4      |        |        |        | Tweede Klasse      | 57     |                                                                       | 1/4              |
| 2013/14 |        | 3      |        |        |        | Tweede Klasse      | 67     | Derde in eindronde met 7 punten.                                      | 1/64             |
| 2014/15 |        | 1      |        |        |        | Tweede Klasse      | 79     |                                                                       | 1/16             |
| 2015/16 | 13     |        |        |        |        | Eerste Klasse      | 30     |                                                                       | 1/8              |
|         | I      | II     | III    | IV     | V      |                    |        | Vanaf 2016/17 zijn er 3 nationale en 2 regionale niveaus              | Beker            |
| 2016/17 | 12     |        |        |        |        | Eerste Klasse A    | 30     |                                                                       | 1/4              |
| 2017/18 | 10     |        |        |        |        | Eerste Klasse A    | 37     |                                                                       | 1/8              |
| 2018/19 | 7      |        |        |        |        | Eerste Klasse A    | 47     |                                                                       | 1/4              |
| 2019/20 | 12     |        |        |        |        | Eerste Klasse A    | 33     |                                                                       | 1/8              |
| 2020/21 | 15     |        |        |        |        | Eerste Klasse A    | 38     |                                                                       | 1/8              |
| 2021/22 | 9      |        |        |        |        | Eerste Klasse A    | 51     |                                                                       | 1/16             |
| 2022/23 | 12     |        |        |        |        | Eerste Klasse A    | 42     |                                                                       | 1/4              |
| 2023/24 | 9      |        |        |        |        | Eerste Klasse A    | 40     |                                                                       | 1/8              |
| 2024/25 | 14     |        |        |        |        | Eerste Klasse A    | 31     |                                                                       | 1/4              |

### Europees voetbal
| Seizoen | Competitie         | Ronde | Club             | Score    | Coëfficiënt |
| ------- | ------------------ | ----- | ---------------- | -------- | ----------- |
| 1999/00 | UEFA Intertoto Cup | 1R    | Spartak Varna    | 2-1, 6-0 | 0,0         |
| 1999/00 | UEFA Intertoto Cup | 2R    | Ararat Jerevan   | 2-0, 3-1 | 0,0         |
| 1999/00 | UEFA Intertoto Cup | 3R    | FK Austria Wenen | 0-2, 2-1 | 0,0         |
| 2003/04 | UEFA Intertoto Cup | 2R    | Tobol Qostanay   | 0-2, 0-1 | 0,0         |

Totaal aantal punten voor UEFA-coëfficiënten: 0,0

## Selectie 2025/26
| Nº            | Naam                   | Positie    | Nationaliteit      | Geboortedatum    | Debuut A-kern | Vorige club       |
| Doelmannen    | Doelmannen             | Doelmannen | Doelmannen         | Doelmannen       | Doelmannen    | Doelmannen        |
| ------------- | ---------------------- | ---------- | ------------------ | ---------------- | ------------- | ----------------- |
| 12            | Jo Coppens             | DM         | België             | 21 december 1990 | 2022          | MSV Duisburg      |
| 16            | Leo Kokubo             | DM         | Japan              | 23 januari 2001  | 2024          | SL Benfica        |
| 21            | Matt Lendfers          | DM         | België             | 10 maart 2006    | -             | Eigen jeugd       |
| Verdedigers   |                        |            |                    |                  |               |                   |
| 33            | Alouis Diriken         | CV         | België             | 1 april 2004     | 2024          | Eigen Jeugd       |
| 34            | Hugo Lambotte          | CDM/CV     | België             | 20 juni 2006     | 2024          | Eigen Jeugd       |
| 18            | Simen Juklerød         | LA/LM      | Noorwegen          | 18 mei 1994      | 2025          | Vålerenga IF      |
| 3             | Taiga Hata             | LA         | Japan              | 20 januari 2002  | 2025          | Shonan Bellmare   |
| 20            | Rein Van Helden        | CV         | België             | 24 juli 2002     | 2023          | Eigen Jeugd       |
| 22            | Wolke Janssens         | CV/RA      | België             | 11 januari 1995  | 2016          | Dessel Sport      |
| 5             | Shogo Taniguchi        | CV         | Japan              | 15 juli 1991     | 2024          | Al-Rayyan         |
| 26            | Visar Musliu           | CV         | Noord-Macedonië    | 13 november 1994 | 2025          | SC Paderborn      |
| 60            | Robert-Jan Vanwesemael | RA         | België             | 26 maart 2002    | 2023          | Eigen Jeugd       |
| 19            | Louis Patris           | RA         | België             | 7 juni 2001      | 2024          | RSC Anderlecht    |
| Middenvelders |                        |            |                    |                  |               |                   |
| 37            | Arthur Alexis          | CM/CAM     | België             | 10 januari 2006  | 2024          | Eigen Jeugd       |
| 6             | Rihito Yamamoto        | CM         | Japan              | 12 december 2001 | 2023          | Gamba Osaka       |
| 8             | Abdoulaye Sissako      | CDM        | Frankrijk          | 26 mei 1998      | 2025          | KV Kortrijk       |
| 14            | Ryan Merlen            | CDM/CM     | Frankrijk          | 11 mei 2002      | 2025          | RFC de Liège      |
| 38            | Kaito Matsuzawa        | CAM        | Japan              | 5 februari 2001  | 2025          | V-Varen Nagasaki  |
| 13            | Ryotaro Ito            | CAM        | Japan              | 6 februari 1998  | 2023          | Albirex Niigata   |
| 11            | Isaías Delpupo         | CAM/LV     | Italië/ Argentinië | 31 maart 2003    | 2024          | Cagliari Calcio   |
| Aanvallers    |                        |            |                    |                  |               |                   |
| 9             | Andres Ferrari         | SP         | Uruguay            | 3 januari 2003   | 2024          | Villarreal CF     |
| 42            | Keisuke Goto           | SP         | Japan              | 3 juni 2005      | 2025          | RSC Anderlecht    |
| 10            | Ilias Sebaoui          | CAM/LV     | België/ Marokko    | 4 oktober 2001   | 2025          | Feyenoord         |
| 94            | Loïc Lapoussin         | LV         | Madagaskar         | 27 maart 1996    | 2025          | Union Sint-Gillis |
| 32            | Jay-David Mbalanda     | LV/SP      | Frankrijk          | 3 mei 2007       | 2024          | Eigen Jeugd       |
| 31            | Ilyès Benachour        | CAM/LV     | België             | 9 januari 2007   | -             | Club Brugge       |
| 53            | Adam Nhali             | LV         | België             | 9 augustus 2005  | 2024          | Eigen Jeugd       |

### Technische staf
| Functie         | Naam                | Nationaliteit |
| --------------- | ------------------- | ------------- |
| Coach           | Wouter Vrancken     | België        |
| Assistent-coach | Frédéric De Meyer   | België        |
| Assistent-coach | Sepp De Roover      | België        |
| Physical coach  | Renaat Philippaerts | België        |
| Keeperstrainer  | Jan Van Steenberghe | België        |
| Videoanalist    | Yasuaki Osato       | Japan         |
| Teammanager     | Peter Delorge       | België        |

## Trainers
Deze lijst is bijgewerkt tot en met het einde van het seizoen 2024/25
| Van     | Tot     | Naam                          | Wed. | W  | G  | V  |
| ------- | ------- | ----------------------------- | ---- | -- | -- | -- |
| 1925    | 1959    | Frans De Rycke                |      |    |    |    |
| 1959    | 1966    | Raymond Goethals              |      |    |    |    |
| 1966    | 1969    | Ward Volckaert                |      |    |    |    |
| 1969    | 1972    | Jean Claes                    |      |    |    |    |
| 1972    | 1979    | Marcel Vercammen              |      |    |    |    |
| 1979    | 1981    | Gerard Bergholtz              |      |    |    |    |
| 1981    | 1983    | Albert Bers                   |      |    |    |    |
| 1983    | 1984    | Wilfried Van Moer             |      |    |    |    |
| 1984    | 1986    | Eric Vanlessen                |      |    |    |    |
| 1986    | 1990    | Guy Mangelschots              |      |    |    |    |
| 07-1990 | 03-1991 | Walter Meeuws                 |      |    |    |    |
| 03-1991 | 04-1992 | Odilon Polleunis              |      |    |    |    |
| 04-1992 | 06-1992 | Rudy Liebens (co-trainer)     |      |    |    |    |
| 04-1992 | 06-1992 | Marek Dziuba (co-trainer)     |      |    |    |    |
| 07-1992 | 11-1992 | Albert Van Marcke             |      |    |    |    |
| 11-1992 | 02-1993 | Martin Lippens                |      |    |    |    |
| 02-1993 | 01-1996 | Guy Mangelschots              |      |    |    |    |
| 01-1996 | 09-1996 | Wilfried Sleurs               | 7    | 1  | 2  | 4  |
| 09-1996 | 02-1997 | Freddy Smets                  | 14   | 3  | 4  | 7  |
| 02-1997 | 06-1997 | Guy Mangelschots              | 13   | 6  | 3  | 4  |
| 07-1997 | 03-1998 | Barry Hulshoff                | 24   | 11 | 6  | 7  |
| 03-1998 | 11-1999 | Poll Peters                   | 23   | 6  | 6  | 11 |
| 11-1999 | 02-2001 | Willy Reynders                | 43   | 12 | 8  | 23 |
| 02-2001 | 06-2001 | Jules Knaepen                 | 12   | 6  | 4  | 2  |
| 07-2001 | 04-2004 | Jacky Mathijssen              | 97   | 40 | 24 | 33 |
| 04-2004 | 06-2004 | Guy Mangelschots              | 3    | 1  | 0  | 2  |
| 07-2004 | 02-2005 | Marc Wilmots                  | 23   | 5  | 5  | 13 |
| 02-2005 | 03-2005 | Guy Mangelschots              | 10   | 4  | 1  | 5  |
| 03-2005 | 03-2005 | Peter Voets                   | 1    | 1  | 0  | 0  |
| 03-2005 | 02-2006 | Herman Vermeulen              | 21   | 4  | 6  | 11 |
| 02-2006 | 02-2006 | Eddy Raeymaekers (co-trainer) | 1    | 0  | 1  | 0  |
| 02-2006 | 02-2006 | Peter Voets (co-trainer)      | 1    | 0  | 1  | 0  |
| 02-2006 | 11-2006 | Thomas Caers                  | 23   | 6  | 4  | 13 |
| 11-2006 | 11-2006 | Peter Voets                   | 2    | 2  | 0  | 0  |
| 11-2006 | 04-2007 | Henk Houwaart                 | 14   | 3  | 5  | 6  |
| 04-2007 | 06-2007 | Peter Voets                   | 7    | 2  | 2  | 3  |
| 07-2007 | 09-2007 | Valère Billen                 | 6    | 0  | 0  | 6  |
| 09-2007 | 12-2007 | Peter Voets                   | 9    | 3  | 1  | 5  |
| 12-2007 | 06-2008 | Dennis van Wijk               | 19   | 3  | 8  | 8  |
| 07-2008 | 09-2011 | Guido Brepoels                | 117  | 48 | 27 | 42 |
| 09-2011 | 06-2012 | Franky Van der Elst           | 29   | 4  | 9  | 16 |
| 07-2012 | 05-2013 | Guido Brepoels                | 34   | 17 | 6  | 11 |
| 05-2013 | 09-2015 | Yannick Ferrera               | 80   | 49 | 16 | 15 |
| 09-2015 | 06-2016 | Chris O'Loughlin              | 26   | 5  | 6  | 15 |
| 07-2016 | 06-2017 | Ivan Leko                     | 41   | 15 | 7  | 19 |
| 07-2017 | 08-2017 | Bartolomé Márquez López       | 2    | 1  | 0  | 1  |
| 08-2017 | 08-2017 | Chris O'Loughlin              | 1    | 1  | 0  | 0  |
| 08-2017 | 05-2018 | Jonas De Roeck                | 37   | 12 | 12 | 13 |
| 05-2018 | 11-2019 | Marc Brys                     | 56   | 21 | 20 | 15 |
| 11-2019 | 01-2020 | Nicky Hayen                   | 5    | 1  | 1  | 3  |
| 01-2020 | 06-2020 | Miloš Kostić                  | 8    | 3  | 1  | 4  |
| 07-2020 | 12-2020 | Kevin Muscat                  | 15   | 2  | 5  | 8  |
| 12-2020 | 06-2021 | Peter Maes                    | 19   | 8  | 3  | 8  |
| 07-2021 | 04-2023 | Bernd Hollerbach              | 70   | 26 | 16 | 28 |
| 05-2023 | 06-2024 | Thorsten Fink                 | 40   | 13 | 14 | 13 |
| 06-2024 | 09-2024 | Christian Lattanzio           | 6    | 0  | 3  | 3  |
| 09-2024 | 04-2025 | Felice Mazzù                  | 26   | 8  | 7  | 11 |
| 04-2025 | 04-2025 | Frédéric De Meyer             | 1    | 1  | 0  | 0  |
| 04-2025 | heden   | Wouter Vrancken               | 3    | 1  | 1  | 1  |

## Verdienstelijkste speler van het seizoen
| Seizoen | Speler               |
| ------- | -------------------- |
| 1980/81 | Danny Verdeyen       |
| 1981/82 | Frans Beckers        |
| 1982/83 | Johan Vandecaetsbeek |
| 1983/84 | Renaat Koopmans      |
| 1984/85 | Roland Velkeneers    |
| 1985/86 | Stef Agten           |
| 1986/87 | Stef Agten           |
| 1987/88 | Jacques Kingambo     |
| 1988/89 | Jacques Kingambo     |
| 1989/90 | Roland Velkeneers    |
| 1990/91 | Patrick Ghislain     |
| 1991/92 | Roland Velkeneers    |
| 1992/93 | Stef De Conink       |
| 1993/94 | Erwin Coenen         |
| 1994/95 | Tibor Balog          |
| 1995/96 | Anders Nielsen       |
| 1996/97 | Eddy Dierickx        |
| 1997/98 | Dušan Belić          |
| 1998/99 | Peter Voets          |
| 1999/00 | Filip Fiers          |
| 2000/01 | Danny Boffin         |
| 2001/02 | Danny Boffin         |
| 2002/03 | Claude Kalisa        |

| Seizoen | Speler             |
| ------- | ------------------ |
| 2003/04 | Dušan Belić        |
| 2004/05 | Peter Delorge      |
| 2005/06 | Sander Debroux     |
| 2006/07 | Asanda Sishuba     |
| 2007/08 | Peter Delorge      |
| 2008/09 | Simon Mignolet     |
| 2009/10 | Simon Mignolet     |
| 2010/11 | Denis Odoi         |
| 2011/12 | Alessandro Iandoli |
| 2012/13 | Ivo Rossen         |
| 2013/14 | Dimitri Daeseleire |
| 2014/15 | William Dutoit     |
| 2015/16 | William Dutoit     |
| 2016/17 | Stef Peeters       |
| 2017/18 | Steven De Petter   |
| 2018/19 | Takehiro Tomiyasu  |
| 2019/20 | Wolke Janssens     |
| 2020/21 | Yuma Suzuki        |
| 2021/22 | Christian Brüls    |
| 2022/23 | Gianni Bruno       |
| 2023/24 | Matte Smets        |
| 2024/25 | Joel Chima Fujita  |

## Voorzitters

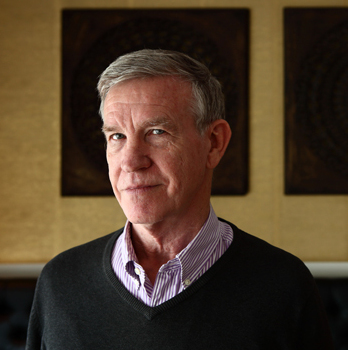
Roland Duchâtelet droeg een groot deel bij aan de huidige infrastructuur van Stayen

- 1924-1927: Paul Gerards
- 1927-1928: Raymond Van Heck
- 1928-1932: Armand BonnewijnRoland Duchâtelet droeg een groot deel bij aan de huidige infrastructuur van Stayen
- 1932-1935: Jos Palms
- 1935-1937: Daniël Vreven
- 1937-1972: Paul Massa
- 1972-1978: Frans Smeets
- 1978-1991: Guy Lambeets
- 1991-1996: Henri Knapen
- 1996-2004: Leon Schepers
- 2004-2011: Roland Duchâtelet
- 2011-2012: Benoît Morrenne
- 2012-2012: André Donvil
- 2012-2016: Bart Lammens
- 2016-2017: Marieke Höfte
- 2017-2018: Yusuke Muranaka
- 2018-heden: David Meekers

## Diversen

### Shirtsponsor

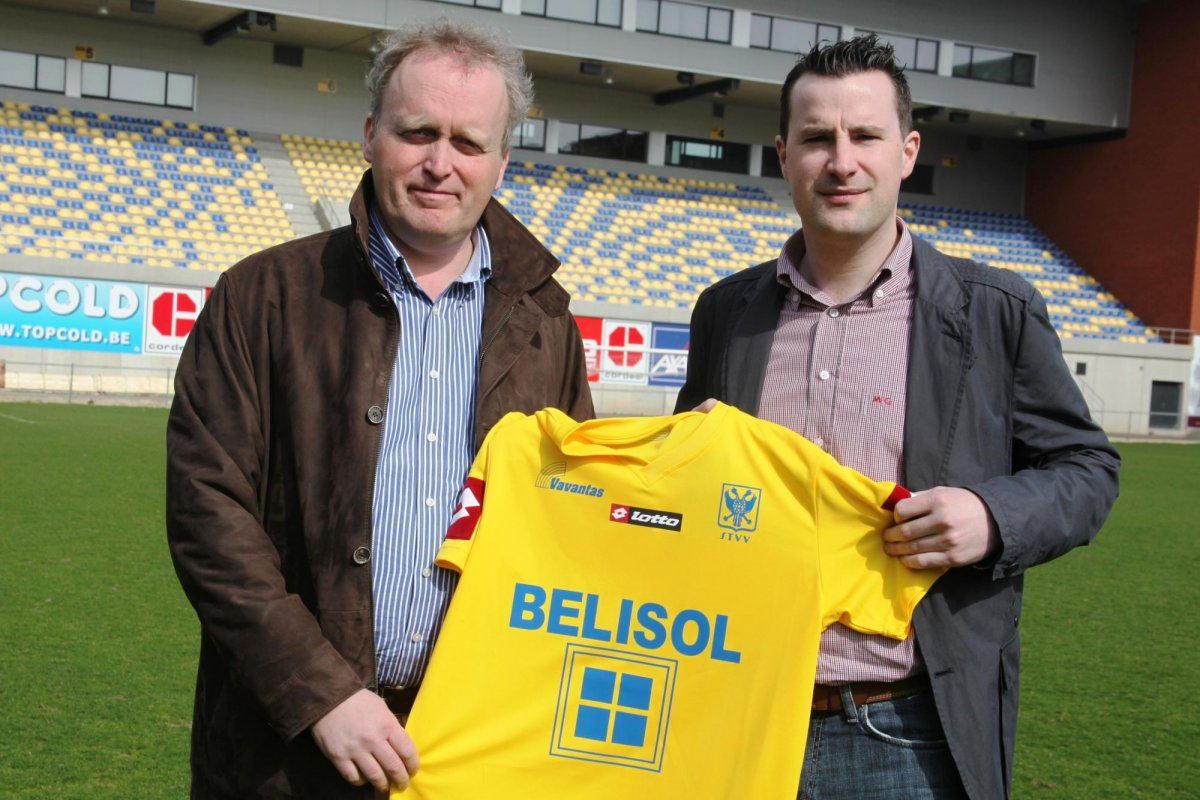
Belisol had de langste samenwerking als hoofdsponsor van STVV tot nog toe

- 1979-1981: Reizen Carlier
- 1981-1984: MZ Meubelen
- 1984-1987: Nopri
- 1987-1990: BT Heftrucks
- 1990-1993: PrimoBelisol had de langste samenwerking als hoofdsponsor van STVV tot nog toe
- 1993-1994: Ten-Men
- 1994-1995: Looza
- 1995-1998: Jonagold
- 1998-1999: Eburon
- 1999-2002: TV Lokaal
- 2002-2003: Sport.be
- 2003-2004: Bionade
- 2004-2014: Belisol
- 2014-2015: Ambiorix
- 2015-2019: Golden Palace
- 2019-heden: DMM.com

### Aanhang
| seizoen   | opkomst |
| --------- | ------- |
| 2024-2025 | 5.723   |
| 2023-2024 | 5.737   |
| 2022-2023 | 5.308   |
| 2021-2022 | /       |
| 2020-2021 | /       |
| 2019-2020 | 5.296   |
| 2018-2019 | 6.302   |
| 2017-2018 | 6.396   |
| 2016-2017 | 6.366   |
| 2015-2016 | 8.910   |

#### Supporters
STVV heeft meer dan 10 supportersclubs in Limburg met Grankanaria als meest gerenommeerde en grootste supportersvereniging. Brigada Hesbania is de sfeergroep. Ook zijn er enkele buitenlandse supportersclubs, waaronder een in Schotland, Nederland, Engeland en een op het Caraïbische eiland Aruba.
De harde kern van STVV heeft goede banden met de harde kern van MVV Maastricht.

#### Clublied
In 1948 schreef voormalig speler en bestuurslid van STVV Firmin Renson het lied 'Vooruit STVV'. Dit lied is later als officieel clublied erkend. Daarmee is het het tweede oudste clublied van het land, na dat van Antwerp uit 1928. 

#### Mascotte
De mascotte van STVV is een kanarie. Die verwijst naar de bijnaam van de STVV'ers, de Kanaries. Binkie staat erom bekend om niet alleen elke thuismatch aanwezig te zijn in het stadion, maar ook naar verscheidene evenementen in de Sint-Truiden te komen. Tijdens de corona-pandemie kwam Binkie wel eens in het nieuws met zijn vrolijke verschijningen in de tribunes, die voor de rest volledig leeg moest blijven. In 2021 kwam er tijdens de wedstrijd op valentijnsdag voor de gelegenheid een extra mascotte bij. Zij was het liefje van Binkie. Ze bleef daarna op de achtergrond, maar dook af en toe nog eens op. In de voorbereiding van het seizoen 2024-25 kreeg Binkie een make-over. Hij kreeg een nieuw, moderner pak aangemeten waarin hij de daaropvolgende seizoenen te zien is.

### Transfers
Hoogste bedragen die STVV ooit heeft betaald en gekregen voor een speler.
| Inkomend | Inkomend             | Inkomend              | Inkomend          | Inkomend |     | Uitgaand          | Uitgaand       | Uitgaand          | Uitgaand | Uitgaand |
|          | Speler               | Van club              | Prijs (milj. EUR) | Jaar     |     | Speler            | Naar club      | Prijs (milj. EUR) | Jaar     |          |
| -------- | -------------------- | --------------------- | ----------------- | -------- | --- | ----------------- | -------------- | ----------------- | -------- | -------- |
| 1.       | Zion Suzuki          | Urawa Reds            | 4,00              | 2024     | 1.  | Zion Suzuki       | Parma Calcio   | 7,50              | 2024     |          |
| 2.       | Andrés Ferrari       | Villareal CF          | 2,50              | 2025     | 2.  | Takehiro Tomiyasu | Bologna FC     | 7,00              | 2019     |          |
| 3.       | Mohamed Buya Turay   | Dalkurd FF            | 1,80              | 2018     | 3.  | Ameen Al-Dakhil   | Burnley FC     | 5,00              | 2023     |          |
| 4.       | Louis Patris         | RSC Anderlecht        | 1,75              | 2025     | 4.  | Casper De Norre   | KRC Genk       | 4,00              | 2019     |          |
| 5.       | Tatsuya Ito          | Hamburger SV          | 1,50              | 2019     | 5.  | Aboubakary Koita  | AEK Athene     | 3,60              | 2024     |          |
| 6.       | Oleksandr Filippov   | FC Desna Chernihiv    | 1,50              | 2020     | 6.  | Mathias Delorge   | KAA Gent       | 3,50              | 2024     |          |
| 7.       | Lee Seung-woo        | Hellas Verona         | 1,20              | 2019     | 7.  | Yohan Boli        | Al-Rayyan SC   | 3,00              | 2020     |          |
| 8.       | Liberato Cacace      | Wellington Phoenix FC | 1,20              | 2020     | 8.  | Liberato Cacace   | Empoli FC      | 3,00              | 2022     |          |
| 9.       | Chris Durkin         | DC United             | 1,09              | 2020     | 9.  | Simon Mignolet    | Sunderland AFC | 2,50              | 2010     |          |
| 10.      | Maximiliano Caufriez | Waasland-Beveren      | 1,00              | 2020     | 10. | Djené Dakonam     | Getafe CF      | 2,50              | 2017     |          |